# Комитет по делам спорта и физической культуры МКС Казахстана
Комитет по делам спорта и физической культуры Министерства культуры и спорта Республики Казахстан (до 6 августа 2014 года Агентство Республики Казахстан по делам спорта и физической культуры) — ведомство при МКС РК, являющееся центральным исполнительным органом, осуществляющим руководство, а также в пределах, предусмотренных законодательством, межотраслевую координацию в сфере игорного бизнеса, физической культуры и спорта.
В соответствии с Указом Президента Республики Казахстан от 6 августа 2014 года № 875 Агентство Республики Казахстан по делам спорта и физической культуры упразднено, его функции перешли к вновь образованному Министерству культуры и спорта Республики Казахстан.
Последним Председателем Агентства Республики Казахстан по делам спорта и физической культуры являлся Есентаев Тастанбек Кутжанович.

## Структура
На 2023 год
- Управление летних видов спорта
- Управление зимних видов спорта
- Управление спортивного резерва и методического обеспечения
- Управление неолимпийских видов спорта
- Управление развития массового спорта
- Сводно-аналитическое управление
- Управление экономики и финансов
- Управление национальных видов спорта и по работе с лицами с ограниченными возможностями в спорте
- Управление развития инфраструктуры спорта
- Управление государственных услуг и цифрового развития[1]

## Подведомственные организации
На 2023 год
- РГУ «Республиканская специализированная школа-интернат-колледж олимпийского резерва в микрорайоне „Шанырак“ города Алматы»
- Республиканское государственное казенное предприятие «Национальный антидопинговый центр»
- Республиканское государственное казенное предприятие «Антидопинговая лаборатория спортсменов»
- «Центр спортивной медицины и реабилитации»

## История
Уполномоченный орган в области физической культуры и спорта начиная со дня получения независимости Казахстаном несколько раз реформировался. В разные годы данным органом руководили 6 человек, в том числе 2 человека дважды.
| №  | Ф.И.О.                              | Дата начала и окончания работы на посту | Название должности                                                                            |
| 1  | Турысов Каратай Турысович           | 1991 — 1992                             | Министр по делам молодёжи, туризма и спорта Республики Казахстан                              |
| 2  | Айтимова Бырганым Сариевна          | 1992 — февраль 1996                     | Министр по делам молодёжи, туризма и спорта Республики Казахстан                              |
| 3  | Досмухамбетов Темирхан Мынайдарович | февраль 1996 — 2 апреля 1997            | Министр по делам молодёжи, туризма и спорта Республики Казахстан                              |
| 4  | Косубаев Есетжан Муратович          | 29 сентября 2004 — январь 2006          | Министр культуры, информации и спорта Республики Казахстан                                    |
| 5  | Ертысбаев Ермухамет Кабидинович     | 18 января 2006 — 28 марта 2006          | Министр культуры, информации и спорта Республики Казахстан                                    |
| 6  | Досмухамбетов Темирхан Мынайдарович | 28 января 2006 — 8 апреля 2011          | Министр туризма и спорта Республики Казахстан                                                 |
| 7  | Ермегияев Талгат Амангельдиевич     | 11 апреля 2011 — 20 января 2012         | Министр туризма и спорта Республики Казахстан                                                 |
| 8  | Ермегияев Талгат Амангельдиевич     | 20 января 2012 — 13 января 2013         | Председатель Агентства Республики Казахстан по делам спорта и физической культуры             |
| 9  | Кожагапанов Ерлан Токтарханович     | 13 января 2013 — 11 ноября 2013 года    | Председатель Агентства Республики Казахстан по делам спорта и физической культуры             |
| 10 | Есентаев Тастанбек Кутжанович       | 11 ноября 2013 — 6 августа 2014 года    | Председатель Агентства Республики Казахстан по делам спорта и физической культуры             |
|    | Мырзабосынов Ербол Куантаевич       | (с 02.2023)                             | Председатель Комитета по делам спорта и физической культуры Министерства культуры и спорта РК |